# Lili Fijałkowska
Lili Fijałkowska (ur. 1949 w Kijowie) – polska malarka i rzeźbiarka. Twórczyni ceramiki artystycznej, autorka prac z zakresu grafiki warsztatowej i komputerowej.

## Życiorys
Ukończyła liceum plastyczne w Kijowie oraz studia wyższe na wydziale grafiki Moskiewskiej Akademii Sztuki i Drukarstwa im. Iwana Fiodorowa. Dyplom zdobyła u znanych rosyjskich grafików: profesorów A. Gonczarowa i W. Lachowa.
Laureatka nagrody w 1985 na IV Biennale Ceramiki Polskiej w Wałbrzychu za pracę „Hebany”. Uczestniczyła w wielu wystawach krajowych i zagranicznych, indywidualnych jak i zbiorowych. W latach 1996–1999 była dyrektorem i głównym koordynatorem w Fundacji „SURVIVORS OF THE SHOAH VISUAL HISTORY FOUNDATION” założonej przez Stevena Spielberga. Jest aktywną uczestniczką nowego kierunku w sztuce współczesnej - decentryzm. W Okręgu Warszawskim Związku Polskich Artystów Plastyków jest wiceprzewodniczącą sekcji grafiki. Należy do współzałożycieli grupy twórczej PositiveArt. 
Współorganizatorka wystawy w Hotelu Mazurkas w 2017 - I Forum Rzeźby. 
We wrześniu 2018 odbyło się II Forum Rzeźby. 
Dnia 20 grudnia 2018 w Babicach koło Warszawy dokonano odsłonięcie rzeźby "Pojedynek Bohuna z Wołodyjowskim". Rzeźbę wykonali Lili Fijałkowska z mężem Wiesławem oraz Dariusz Kowalski-Kodar i jego żona Teresa Pastuszka-Kowalska.
W grudniu 2019 odsłonięto mural autorstwa Lili w Błoniu oraz w Lesznie. W Lesznie wraz z mężem Wiesławem odnowili pomnik "Poległym Obrońcom Ojczyzny 1914-1920".
17 marca 2023 przekazano do użytku hospicjum onkologiczne w Bramkach. Rzeźbę przed budynkiem oraz witraże w kaplicy ekumenicznej wykonała Lili Fijałkowska.
Przed siedzibą powiatu Warszawskiego Zachodniego w Ożarowie Mazowieckim znajduje się instalacja rzeźbiarska pt "Żuraw Warszawski Zachodni".
Wraz z mężem Wiesławem mieszkają i pracują w Ożarowie Mazowieckim.

## Katalog wystaw
| 1973 | Moskwa                                  | wystawa „Młodzi w sztuce” |
| 1974 | Moskwa                                  | Wystawa podyplomowa |
| 1976 | Warszawa                                | Wystawa Koła Młodych |
| 1979 | Warszawa                                | „Prezentacje Sztuki Młodych” |
| 1979 | Galeria „Zachęta”                       | XIV Wystawa Plastyki Okręgu Warszawskiego |
| 1984 | Toruń                                   | Wystawa indywidualna malarstwa i ceramiki w Galerii „Desa” |
| 1984 | Ingelheim w Niemczech                   | Wystawa Sztuki Polskiej organizowana przez „DESĘ” |
| 1985 | Galeria „Zachęta”                       | Wystawa Malarstwa i Grafiki Artystów Środowiska Warszawskiego |
| 1986 | Warszawa                                | Wystawa poplenerowa Okręgu Warszawskiego „Dom Artystów Plastyków” |
| 1987 | Warszawa                                | Wystawa indywidualna w warszawskiej Galerii „Portret”, malarstwo i ceramika |
| 1987 | Kuwejt                                  | Wystawa Sztuki Polskiej organizowana przez MSZ i „DESA” |
| 1996 | Siedziba Fundacji R.Laudera w Warszawie | Wystawa Artystów Żydowskich w Galerii „Bejtejnu” |
| 1997 | Kraków                                  | Wystawa „Experience of Heritage” na 7 Festiwalu Kultury Żydowskiej |
| 1998 | Philadelphia, USA                       | „Annual Awards Painting Exhibition” |
| 2003 | Włodawa                                 | Wystawa Indywidualna „Wspomnienie z nieistniejącego Świata” w Muzeum Pojezierza Łęczyńsko-Włodawskiego |
| 2003 | Ciechocinek                             | III Spotkania Kultur Świata - Wystawa „Świat w oczach kobiet” |
| 2004 | Muzeum Okręgowym w Lesznie              | Wystawa indywidualna „Stracony Świat” |
| 2004 | Ciechocinek                             | Wystawa indywidualna „Sztetł - miasteczko, którego nie ma” w Galerii „Eliana” |
| 2004 | Warszawa                                | Festiwal Kultury Żydowskiej |
| 2006 | Ciechocinek                             | Galeria „Eliana” - Wystawa „Z ziarna prawdy i miłości ten chleb” |
| 2007 | Kalisz                                  | Wystawa międzynarodowa „Decentryzm - Ukryty Wymiar” w Muzeum Okręgowym w Kaliszu |
| 2007 | Ożarów Mazowiecki                       | Wystawa indywidualna w Galerii „Uśmiech” |
| 2007 | Wiedeń - Ratusz                         | Wystawa w ramach XVI dni Kultury Polskiej w Austrii |
| 2007 | Warszawa                                | Wystawa indywidualna organizowana przez firmę „Parker” prezentowana w jej siedzibie głównej |
| 2007 | Warszawa                                | Mazowieckie Centrum Sztuki - Wystawa „Superbaby Akt” |
| 2007 | Ciechocinek                             | Galeria „Eliana” Wystawa „Pop ulem” |
| 2007 | Kalisz                                  | wystawa Superbaby Akt. |
| 2008 | Kraków                                  | wystawa Superbabby Akt Centrum Sztuki Współczesnej SOLVAY |
| 2008 | Barlinek                                | Wystawa Poplenerowa XIV Międzynarodowego Pleneru Ceramiczno-Malarskiego |
| 2008 | Barlinek                                | Wystawa indywidualna „Żydowskie Klimaty” w Muzeum Regionalnym |
| 2008 | Niemcy, Reinheim                        | Wystawa - DECENTRYZM |
| 2008 | Ostrowiec Świętokrzyski                 | BWA, wystawa DECENTRYZM |
| 2008 | Barlinek                                | Galeria Alma - Wystawa indywidualna „CYRK” |
| 2008 | Kalisz- Muzeum Ziemi Kaliskiej          | Wystawa DECENTRYZM - W poszukiwaniu ukrytej dominanty |
| 2008 | Warszawa                                | Wystawa indywidualna - Mazowiecki Urząd Wojewódzki, Ratusz Warszawski Galeria Mazowiecka Wystawa „RYBY” |
| 2008 | Poznań                                  | Wystawa Polski Salon Sztuki 2008 - Poznaj zmiany |
| 2008 | Warszawa- Centrum Promocji Kultury      | Wystawa Decentryzm - W poszukiwaniu ukrytej dominanty |
| 2009 | Barlinek- Muzeum Regionalne             | Wystawa poplenerowa XV Pleneru Międzynarodowego - Ukryte Piękno |
| 2009 | BUDINGEN, Frankfurt nad Menem - Niemcy  | Wystawa w Marienkirche „Impressionen” |
| 2009 | Warszawa                                | „Między Czasem a Przestrzenią” wystawa Sekcji Grafiki |
| 2009 | Warszawa                                | Wystawa „Torwar” - Okręg Warszawski ZPAP |
| 2009 | TORUŃ                                   | Wystawa poplenerowa „Piękno ukryte” |
| 2010 | Warszawa                                | Sekcja Malarstwa OW ZPAP - Wystawa Przeglądowa |
| 2010 | Warszawa                                | Wystawa „Z potrzeby ducha” Sekcja Grafiki |
| 2010 | Warszawa                                | OW ZPAP - Wystawa „Autoportret” |
| 2010 | Opole                                   | wystawa indywidualna w Galerii Okręgu Opolskiego ZPAP „Decentryzm - strefa nieznana, kolory i formy” |
| 2010 | Warszawa                                | Austriackie Forum Kultury, wystawa indywidualna - „Singer w kręgu DECENTRYZMU” |
| 2010 | Warszawa                                | Galeria OW ZPAP „Chopinowi Romantyczni” |
| 2011 | Warszawa                                | Galeria „Novotel” Wystawa OW ZPAP „Awiator” |
| 2011 | Zamość                                  | III Zamojskie Leśmianowe Biennale Sztuki |
| 2011 | Warszawa                                | Wystawa grupy twórczej TRANSFORM na Festiwalu Singera - Odrodzony świat Singera w ożywionych obrazach i rzeźbach |
| 2011 | Warszawa                                | Wystawy grupy twórczej PositiveArt na Festiwalu Singera w Klubach na Warszawskiej Pradze: - Rzeczywistość z przeszłości - Klub 4pokoje - Opowieści nieistniejące - Klub Sens Nonsensu - Przeście na drugą stronę - Klub Skład butelek |
| 2011 | Warszawa                                | Dom Sztuki Ursynów - Wystawa grupy twórczej PositiveArt |
| 2011 | Warszawa                                | Wystawa sekcji grafiki - Dom Artysty Plastyka - „Na granicy Światów” |
| 2012 | Warszawa                                | Wystawa jubileuszowa 100 lat ZPAP - Nowe otwarcie |
| 2012 | Warszawa                                | galeria DAP - Abstrakcja |
| 2012 | Warszawa                                | Galeria DAP - Aktualności |
| 2012 | Warszawa                                | Ggaleria DAP - Artyści fotofrafują |
| 2012 | Warszawa                                | Ggaleria DAP - Symfonia |
| 2012 | Warszawa                                | Wystawa sekcji grafiki - GRAFITEKA - ZPAP |
| 2013 | Meksyk                                  | Galeria Puerta Rosa |
| 2013 | Warszawa                                | Galeria DAP 1, DAP 2 - Wystawa Jubileuszowa 40 lat pracy twórczej „Bratnie dusze” |
| 2013 | Warszawa                                | Wystawa grupy twórczej PositiveArt, galeria DAP1 |
| 2014 | Warszawa                                | Wystawa grupy twórczej PositiveArt w galerii Forty Sokolnickiego |
| 2014 | POZNAŃ                                  | Wystawa indywidualna „Świat, który nie może zaginąć” w galerii METALMEX |
| 2014 | Finlandia, PORIA                        | Poriginal Gallery - Wystawa Sztuki Polskiej |
| 2014 | Warszawa                                | GRAFITEKA - wystawa sekcji grafiki |
| 2015 | Warszawa                                | Wystawa - „Bratnie dusze”, kameralnie - Galeria 8+ |
| 2015 | Warszawa                                | Wystawa grupy twórczej PositiveArt w galerii DAP |
| 2015 | Warszawa                                | Wystawa „Świadectwa” sekcji rzeźby ZPAP OW |
| 2016 | Warszawa                                | „Ursynowskie spotkania twórców" |
| 2016 | Ożarów Mazowiecki                       | Wystawa indywidualna, retrospektywna na FORUM HUMANUM MAZURKAS |
| 2017 | Ostrowiec                               | BWA wystawa „Synestezja" |
| 2017 | Warszawa                                | Wystawa „3 punkty widzenia” na Festiwalu Singera |
| 2017 | Francja, d'Hauteville - Lompnes         | Wystawa „ACTIFEX” na 20 Festiwalu Teatru |

| 1984 | Düsseldorf - Niemcy     | Wystawa Ceramiki Polskiej                                                                            |
| 1984 | Bratislava - Słowacja   | International Exhibition of Applied Arts - Slovakia                                                  |
| 1985 | Kopenhaga - Dania       | Galeria „Holsterbo” Art of Ceramic from Poland                                                       |
| 1985 | Praga - Czechy          | Wystawa „Sztuka Ceramiczna” - „Ceramic arts” exibition                                               |
| 1985 | Bazylea - Szwajcaria    | Prezentacja ceramiki Polskiej na Targach Sztuki Użytkowej „MUBA” organizowana przez „DESĘ”           |
| 1985 | Göteborg - Szwecja      | Wystawa sztuki ceramiki i szkła z Polski                                                             |
| 1985 | Warszawa                | Wystawa w Domu Artystów Plastyków na Mazowieckiej „Keramos i zaproszeni”                             |
| 1985 | Wałbrzych               | IV Biennale Ceramiki Polskiej - nagroda za prace „Hebany”                                            |
| 1986 | Galeria „Wzór”          | Wystawa Spółdzielni „Wzór” - Ceramika i kwiaty                                                       |
| 1986 | Warszawa                | Wystawa „Skamieniałe w ogniu”- Galeria Domu Artystów Plastyków                                       |
| 1987 | Wałbrzych               | V Biennale Ceramiki Polskiej                                                                         |
| 2006 | Poznań                  | „Różne oblicza ceramiki III” Palmiarnia, wystawa organizowana przez Związek Ceramików Polskich       |
| 2007 | Opatówek                | Muzeum Przemysłu „Różne oblicza ceramiki IV” - Wystawa organizowana przez Związek Ceramików Polskich |
| 2007 | Wałbrzych - Zamek Książ | „Różne Oblicza Ceramiki V”                                                                           |
| 2008 | Barlinek                | Wystawa poplenerowa XIV Pleneru Międzynarodowego - Ukryte piękno                                     |
| 2008 | Toruń                   | Wystawa Poplenerowa XIV Pleneru Międzynarodowego - Ukryte piękno                                     |
| 2008 | Warszawa                | Wystawa indywidualna na V Festiwalu Kultury Żydowskiej - Warszawa Singera                            |
| 2009 | Paczków                 | Wystawa „IX Międzynarodowe warsztaty twórcze”                                                        |
| 2009 | Opole - Ratusz          | Okręg Opolski ZPAP Wystawa poplenerowa IX pleneru ceramiczno-malarskiego                             |
| 2010 | Paczków                 | X Międzynarodowe Warsztaty Twórcze, Plener ceramiczno-malarski, wystawa poplenerowa                  |
| 2010 | Opole                   | Wystawa - Plenery Okręgu Opolskiego ZPAP, Urząd Marszałkowski                                        |
| 2012 | Warszawa                | Wystawa sekcji rzeźby „Nie wszystko na sprzedaż”                                                     |
| 2014 | Warszawa                | Wystawa GENESIS sekcji rzeźby ZPAP, Galeria DAP                                                      |

## Galeria

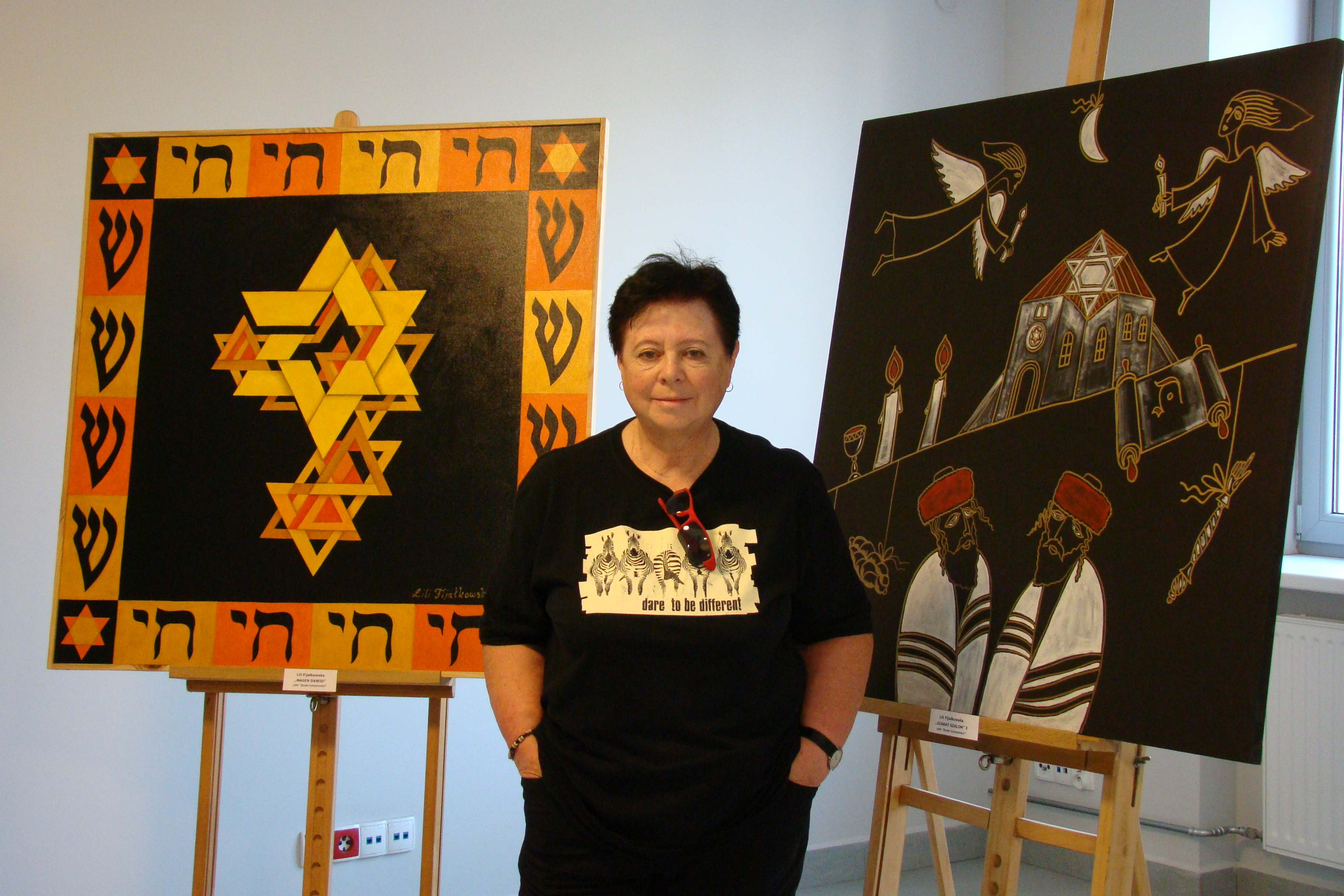
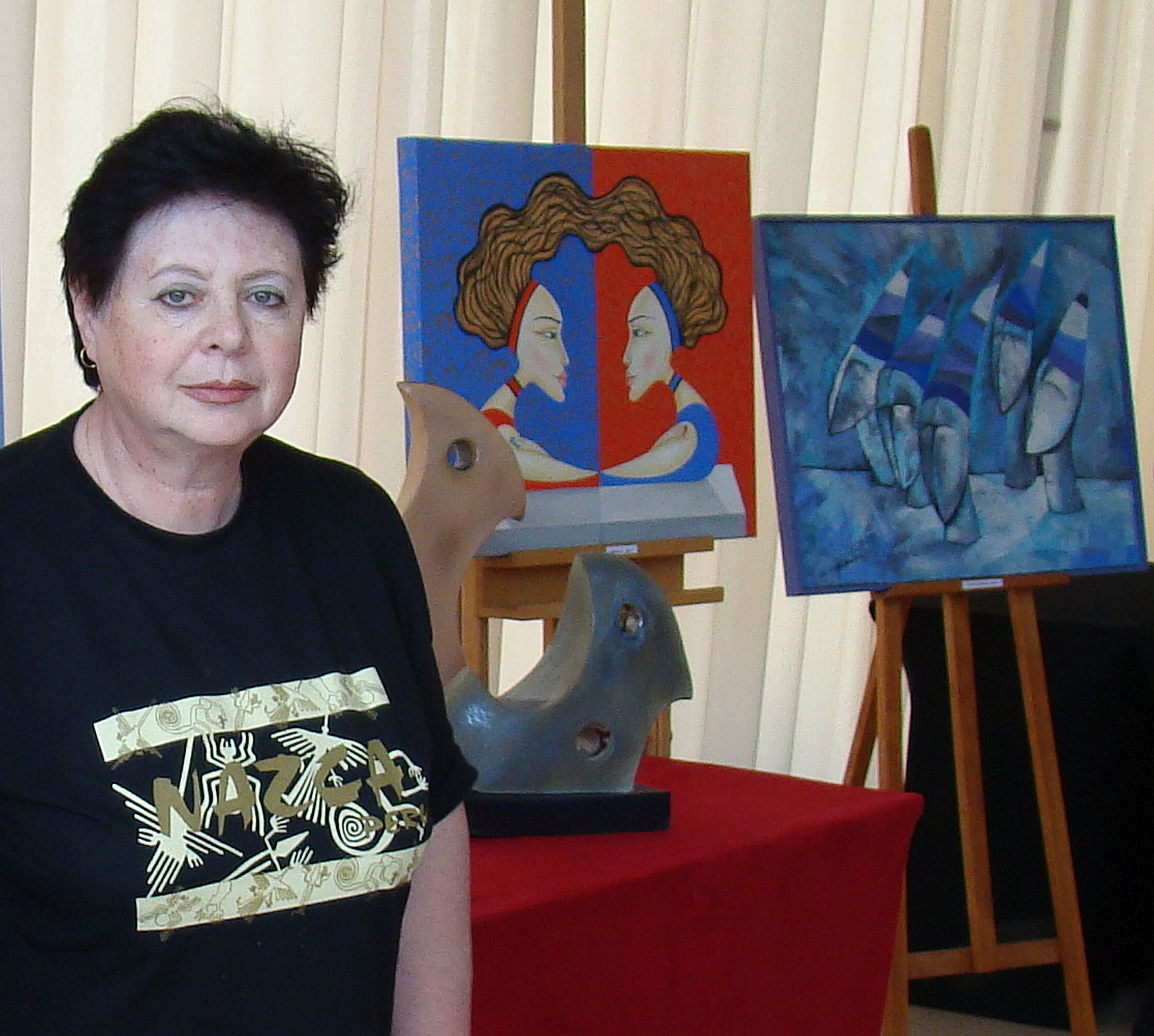
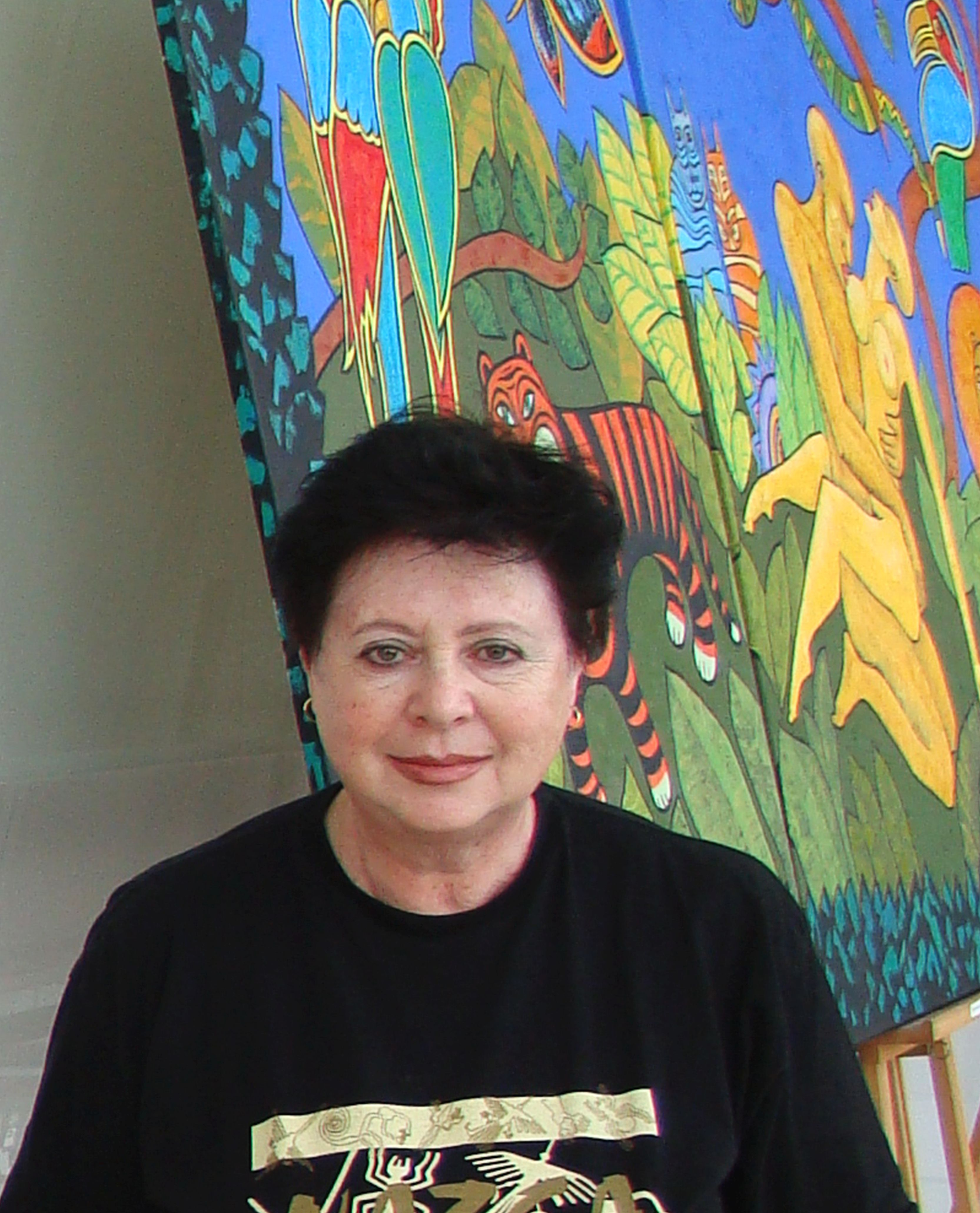
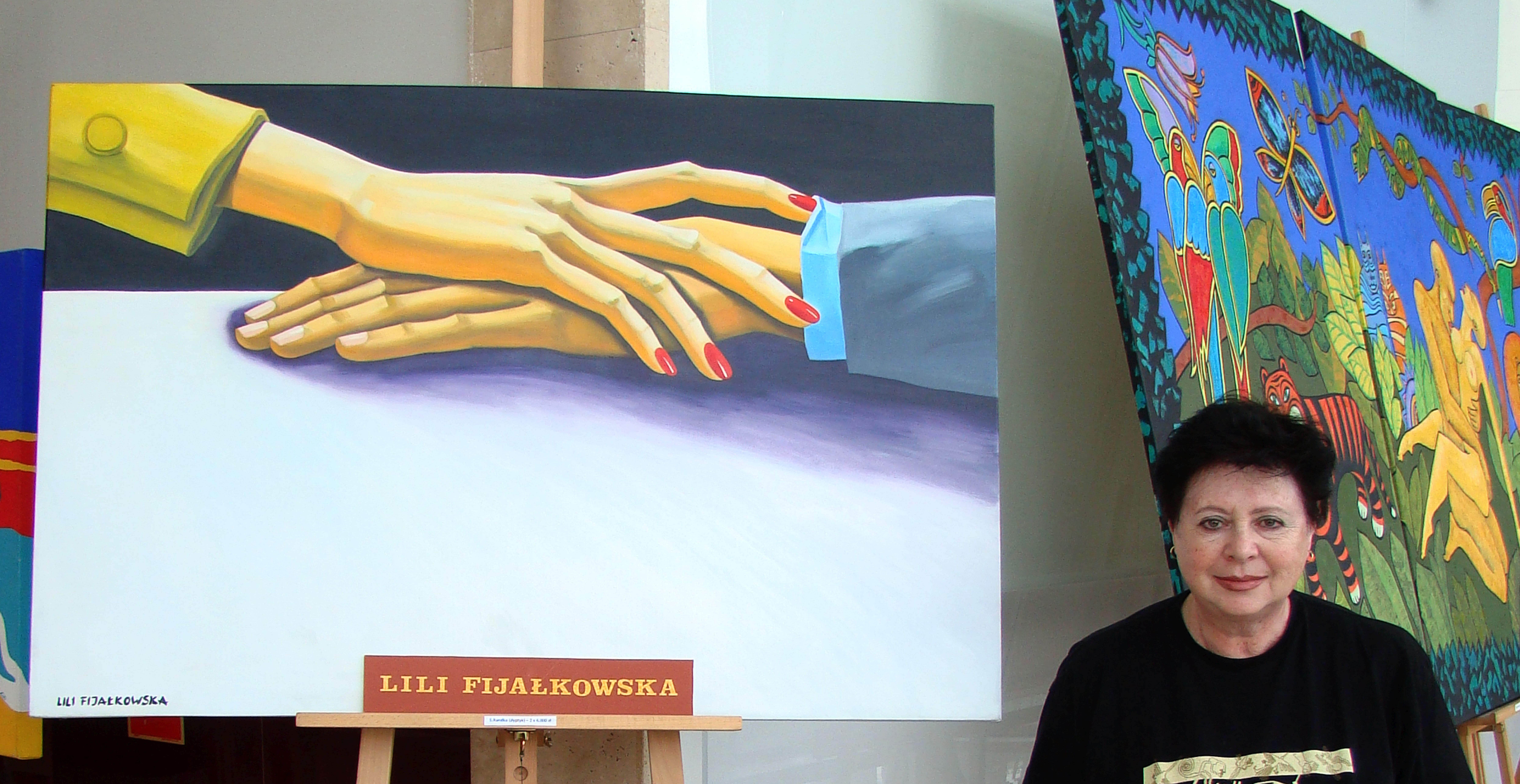
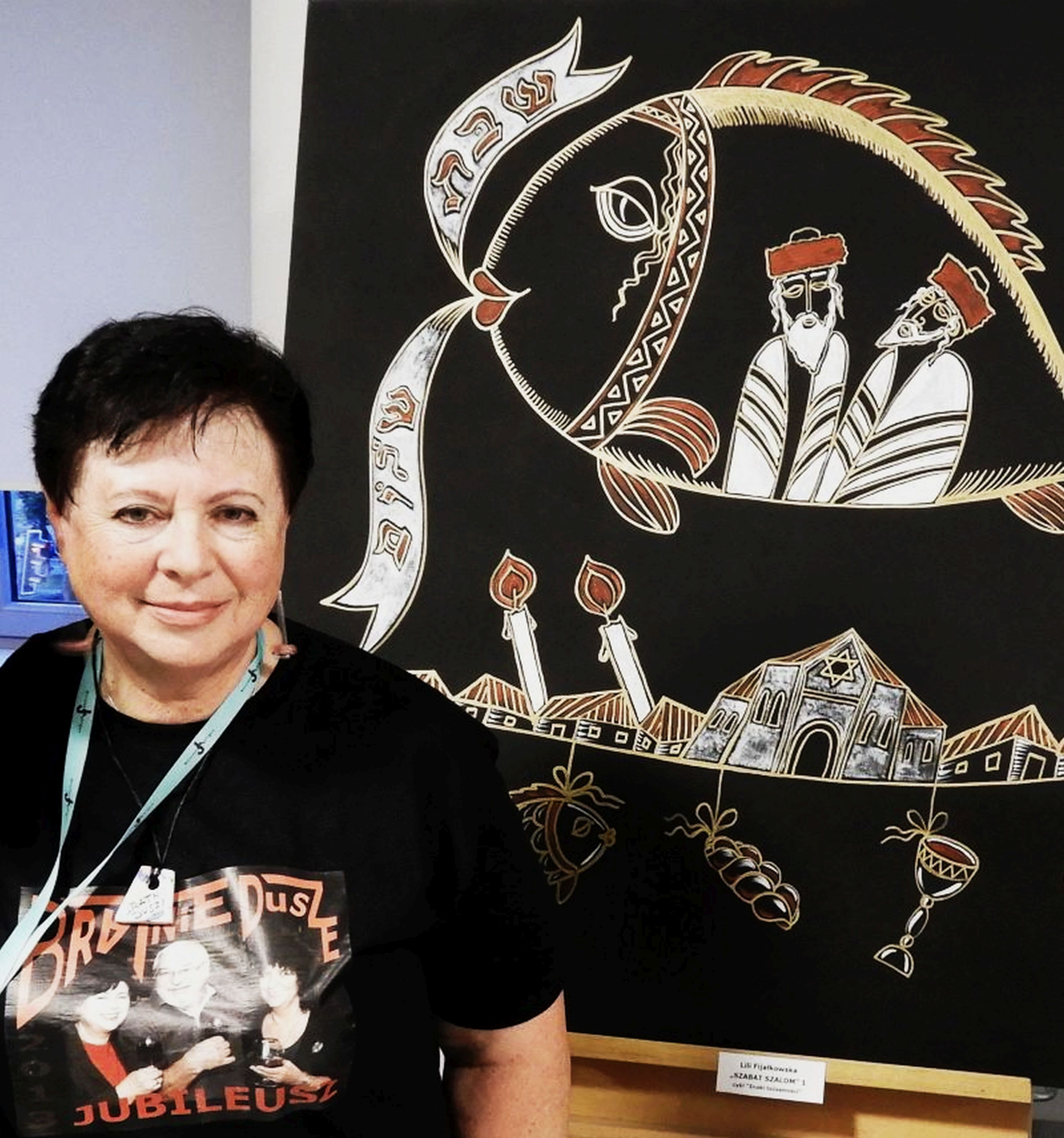
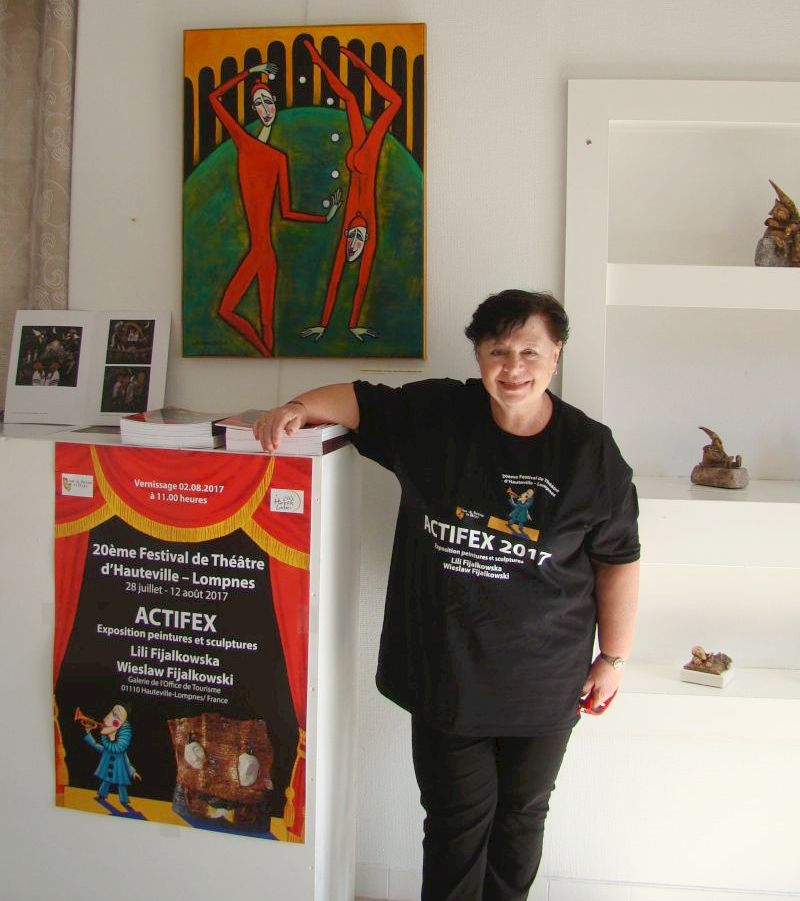